# Восстание Канивы
Восстание юкагиров под предводительством Канивы, также Юкагирское восстание 1681—1684 годов или Юкагирская война 1681—1684 годов — вооружённый конфликт между ходынскими юкагирами, возглавляемыми вождём Канивой, с одной стороны и русскими и союзными им юкагирами и чуванцами с другой, происходивший весной 1681 — начале 1684 года. Явился последней попыткой юкагиров избавиться от власти России и вытеснить русских со своей территории. Завершился поражением восставших, что во многом обусловило прекращение вооружённого сопротивления юкагиров.

## История
В 1680 году большинство объясаченных юкагиров вместе с юкагирами, ещё не подвластными русскими и не платившими ясак, стали планировать масштабное выступление против русских, целью которого было сокрушение их опорных пунктов и изгнание с юкагирской земли. Лидером восставших стал Канива, вождь ходынских юкагиров из могущественного рода недавно умершего вождя Ямочки, которому он приходился братом и преемником. Возможно, узнав о готовящемся восстании, русские направили из Якутска в Анадырьский острог 30 служилых под командованием сотника Иван Курбатова.
Весной 1681 года на Анюе этот отряд атаковало 200 юкагиров, возглавляемых Канивой. В произошедшем сражении русские были разбиты. Они потеряли убитыми 17 человек: 16 служилых и толмача «казачью жену Офоньки Шестакова». Уцелевшие 12 человек укрылись в Анюйском остроге, где они были осаждены юкагирами, перебившими всех их ездовых собак. Также юкагирам удалось захватить нескольких русских в плен. Курбатов постепенно выкупал их, на что юкагиры охотно шли, так как у осаждённых прибавлялись едоки и уменьшалось продовольствие за счёт выкупов.
Осада длилась 4 недели, после чего русские были неожиданно спасены. На помощь им пришёл вождь ясачных чуванцев Мотора. Он напал на юкагиров и отогнал их от острога. После этого Курбатов в июле 1681 года смог пройти в Анадырский острог и вступить в начальствование им. В остроге содержались аманаты из ходынских юкагиров. Однако Курбатов не тронул их, а взял под свою защиту, хотя их сородичи и были основной силой восставших и уничтожили больше половины его отряда.
В конце 1681 года (по другим данным 17 апреля) Канива с 200 воинами осадил уже сам Анадырский острог, которым командовал Курбатов. Юкагиры пытались взять его штурмом. Они несколько раз ходили на приступ, укрываясь за деревянными щитами, и пытались поджечь его зажжённой травой. Возможно, им бы и удалось его взять, но русские снова были спасены верными им ясачными людьми, пришедшими им на помощь и снявшими осаду. Однако боевые действия продолжались.
В конце 1682 года в столкновении с мятежниками погиб Курбатов. На посту командира гарнизона Анадырского острога его сменил Никита Тютин.
В 1683 году ранее верные русским омоки Косой и Кабачка со своей роднёй нанялись провести русского торгового приказчика через территорию восставших на Нижней Колыме в Анадырь. Однако по дороге они поссорились с ним и убили его и бывших при нём служилых и торговых людей.